# Gamma Chamaeleontis
Gamma Chamaeleontis (γ Cha / HD 92305 / HR 4174) es la segunda estrella más brillante de la constelación de Chamaeleon con magnitud aparente +4,09, después de α Chamaeleontis. Se encuentra a 417 años luz de distancia del sistema solar. 
Gamma Chamaeleontis es una fría gigante roja de tipo espectral M0III con una temperatura superficial de 3320 K. Su radio es 87 veces más grande que el radio solar, cifra obtenida a partir de su diámetro angular —4,86 milisegundos de arco—; si estuviese en el lugar del Sol, se extendería más allá de la órbita de Mercurio. Su luminosidad es unas 1195 veces mayor que la del Sol y se piensa que es una estrella variable, con una variación en su brillo de 0,4 magnitudes. Sus características físicas son similares a las de Mirach (β Andromedae) y ω Capricorni, también gigantes de tipo M0.
Debido a la precesión de los equinoccios —por el movimiento de nutación de la Tierra—, en el año 4200 NE Gamma Chamaeleontis pasará a ser la estrella polar del hemisferio sur, sustituyendo a Polaris Australis (σ Octantis), que actualmente ostenta este título.